# Acanthocreagris pyrenaica
Acanthocreagris pyrenaica är en spindeldjursart som först beskrevs av Edvard Ellingsen 1909.  Acanthocreagris pyrenaica ingår i släktet Acanthocreagris och familjen helplåtklokrypare. Inga underarter finns listade i Catalogue of Life.